# 金陵十二钗

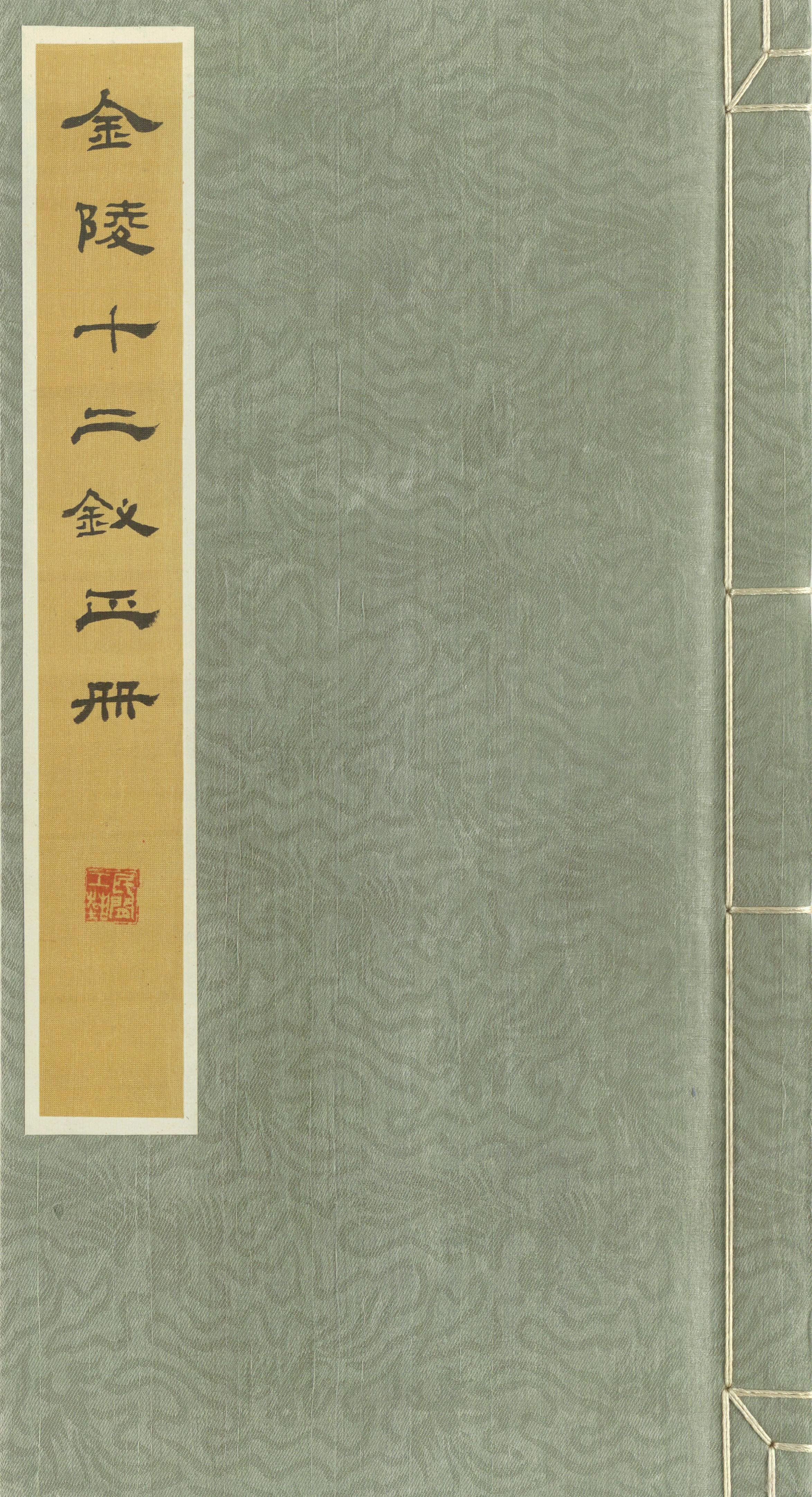
《金陵十二钗正册》，清朝（作者未知），现卡内基梅隆大学波斯纳中心藏

金陵十二钗，是中国古典小说《红楼梦》中的女子名单。金陵是中国江苏省南京市，“钗”指女儿，太虚幻境薄命司以十二为一组将贾府上、中、下三等女子编成正、副、又副三册”。警幻仙子道：“即贵省中十二冠首女子之册，故为正册”，“（副、又副）则又次之”。第五回完整出示了薛宝钗、林黛玉、贾元春、贾探春、史湘云、妙玉、贾迎春、贾惜春、王熙凤、巧姐、李纨、秦可卿十二位正册女性名单。(人物排列以書中第五回太虛幻境的《金陵十二釵正冊》與《紅樓夢曲十二支》為序。)

## 十二钗正册名单介绍
金陵十二钗入选的标准有三：一曰“彼家”，她们都是贾宝玉家里的女儿；二曰“择其善者”，即聪俊灵秀、正邪两赋而来的上、中、下三等才女；三曰“薄命”。正、副、又副的分配标准是：正册为姑娘小姐奶奶；又副册为丫头；副册介于二者之间，妾或类似妾的阶层。按此标准，薛宝琴、邢岫煙、李纹、李绮等才貌双全、命运两济的贵族女子，二丫头等贾府以外的女子，夏金桂、善姐儿等邪派女子不能入选副册、又副册，她们不在金陵十二钗之数。
据脂批探佚，小说结尾有警幻情榜，其主体就是金陵十二钗。但从空灵美的角度考虑，作者似乎不欲将这个名单一一坐实，所以故意留白。
「金陵十二钗」人物列表（副册与又副册人物含后世捏造结果，於上述理由不盡相符）
| 正册   | 首次出现回目 | 副册 | 首次出现回目 | 又副册 | 首次出现回目 |
| ------ | ------------ | ---- | ------------ | ------ | ------------ |
| 薛寶釵 | 第四回       | 香菱 | 第一回       | 晴雯   | 第五回       |
| 林黛玉 | 第二回       |      |              | 袭人   | 第三回       |
| 贾元春 | 第二回       |      |              |        |              |
| 贾探春 | 第二回       |      |              |        |              |
| 史湘云 | 第二十回     |      |              |        |              |
| 妙玉   | 第十八回     |      |              |        |              |
| 贾迎春 | 第二回       |      |              |        |              |
| 贾惜春 | 第二回       |      |              |        |              |
| 王熙凤 | 第二回       |      |              |        |              |
| 贾巧姐 | 第七回       |      |              |        |              |
| 李纨   | 第二回       |      |              |        |              |
| 秦可卿 | 第五回       |      |              |        |              |

## 评价
- 宝玉先打开又副册，然后打开副册，最后打开正册。

## 图库

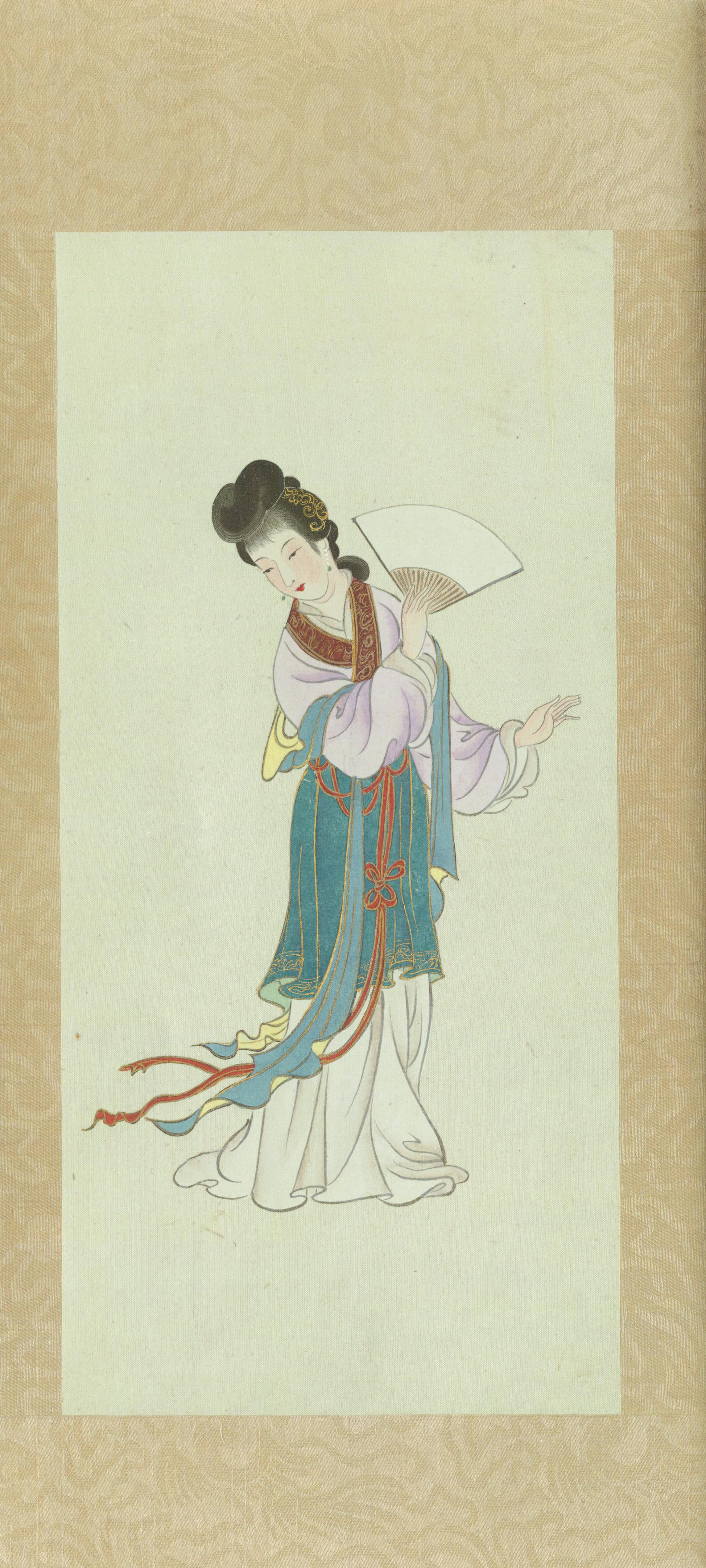
薛宝钗(与林黛玉并列册首)
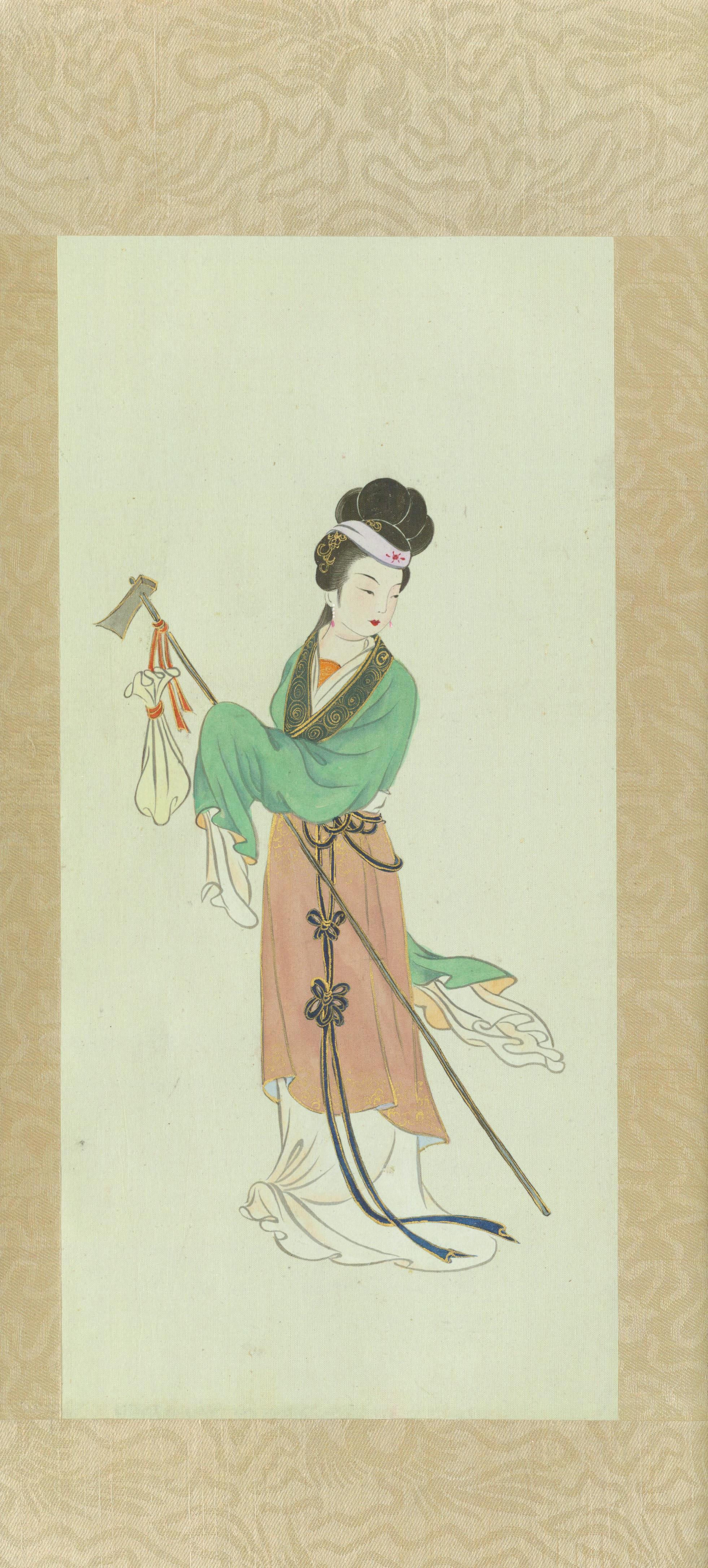
林黛玉(与薛宝钗并列册首)
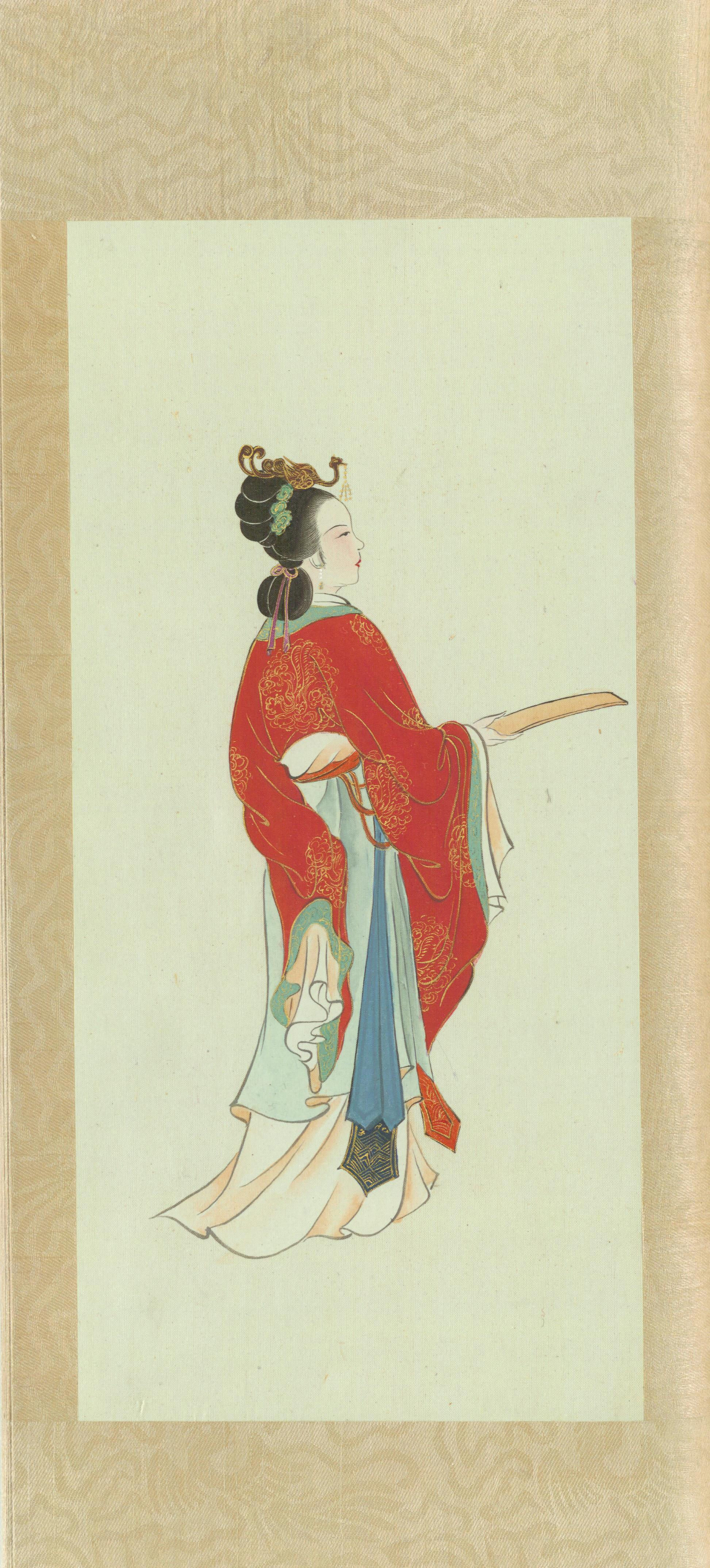
贾元春
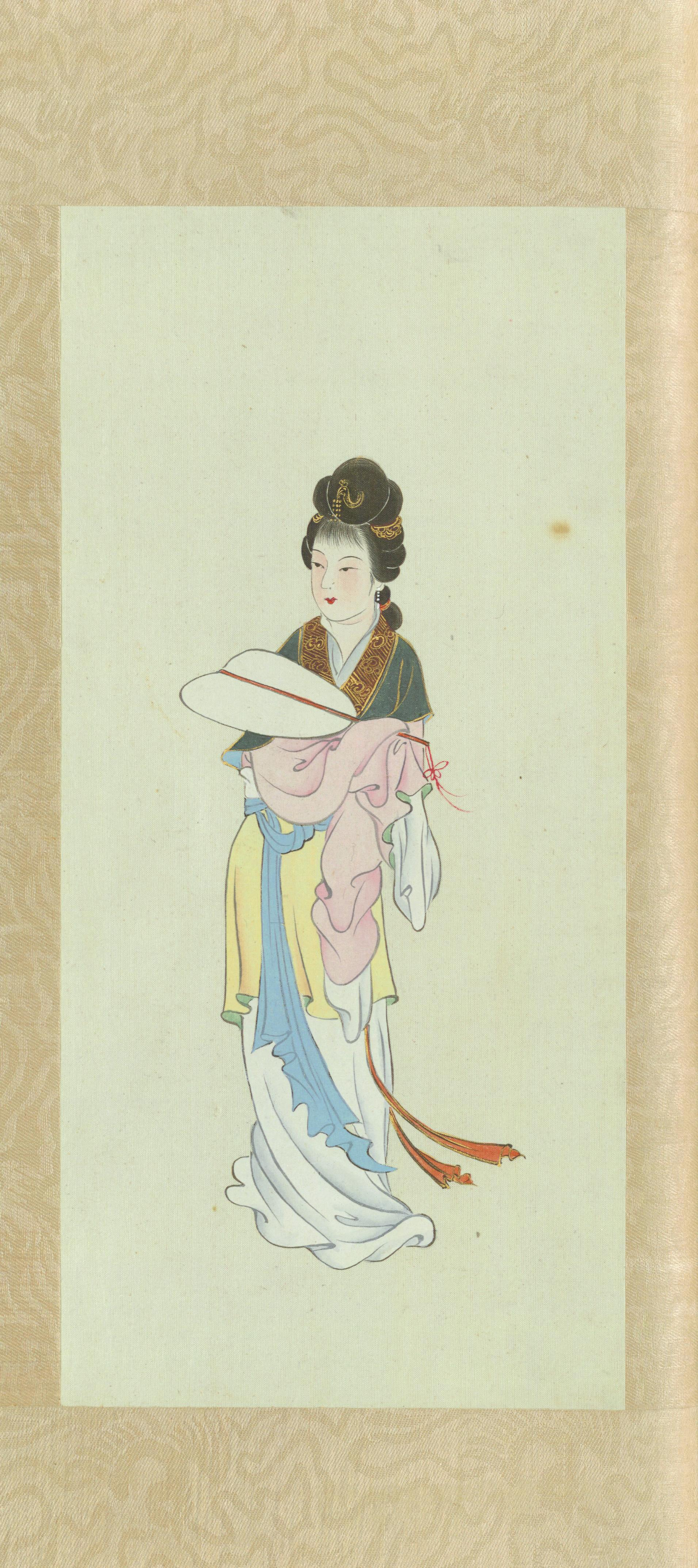
贾探春
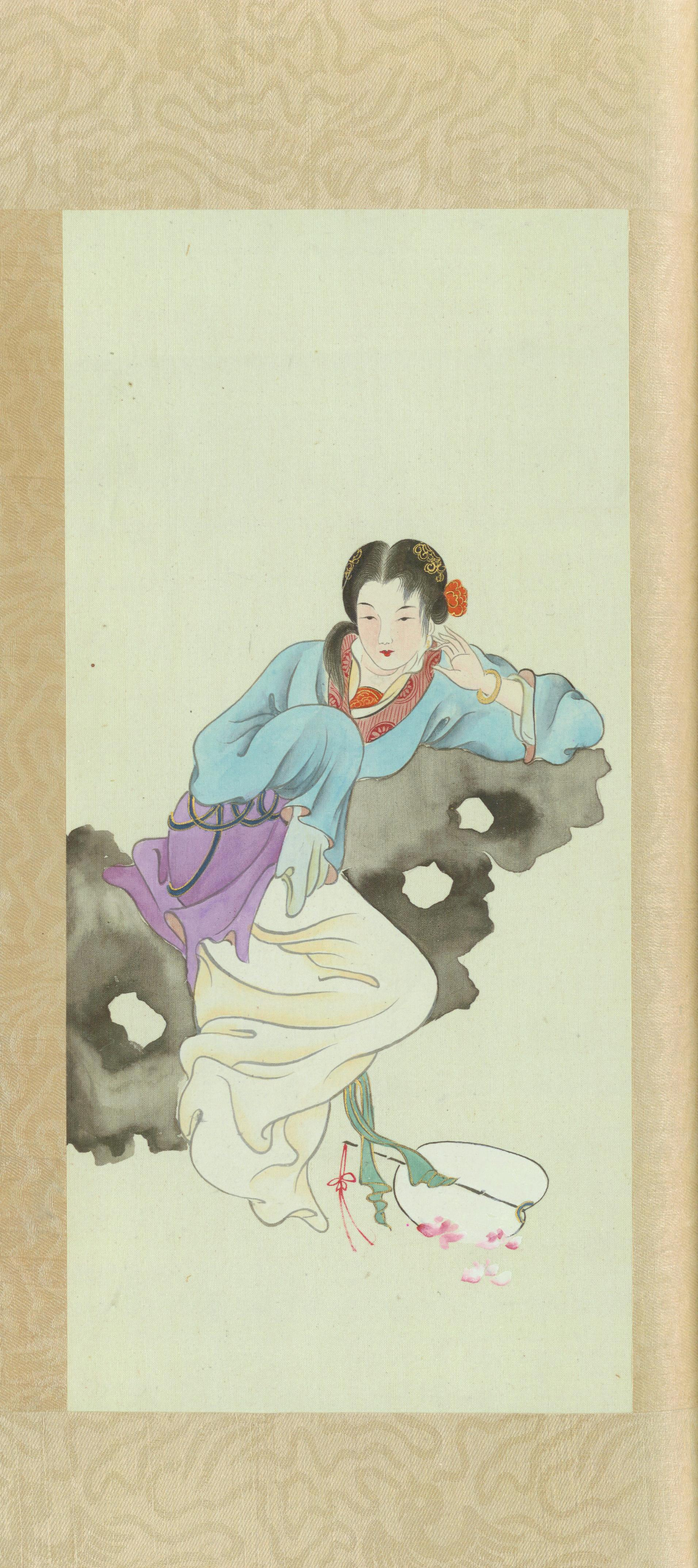
史湘云
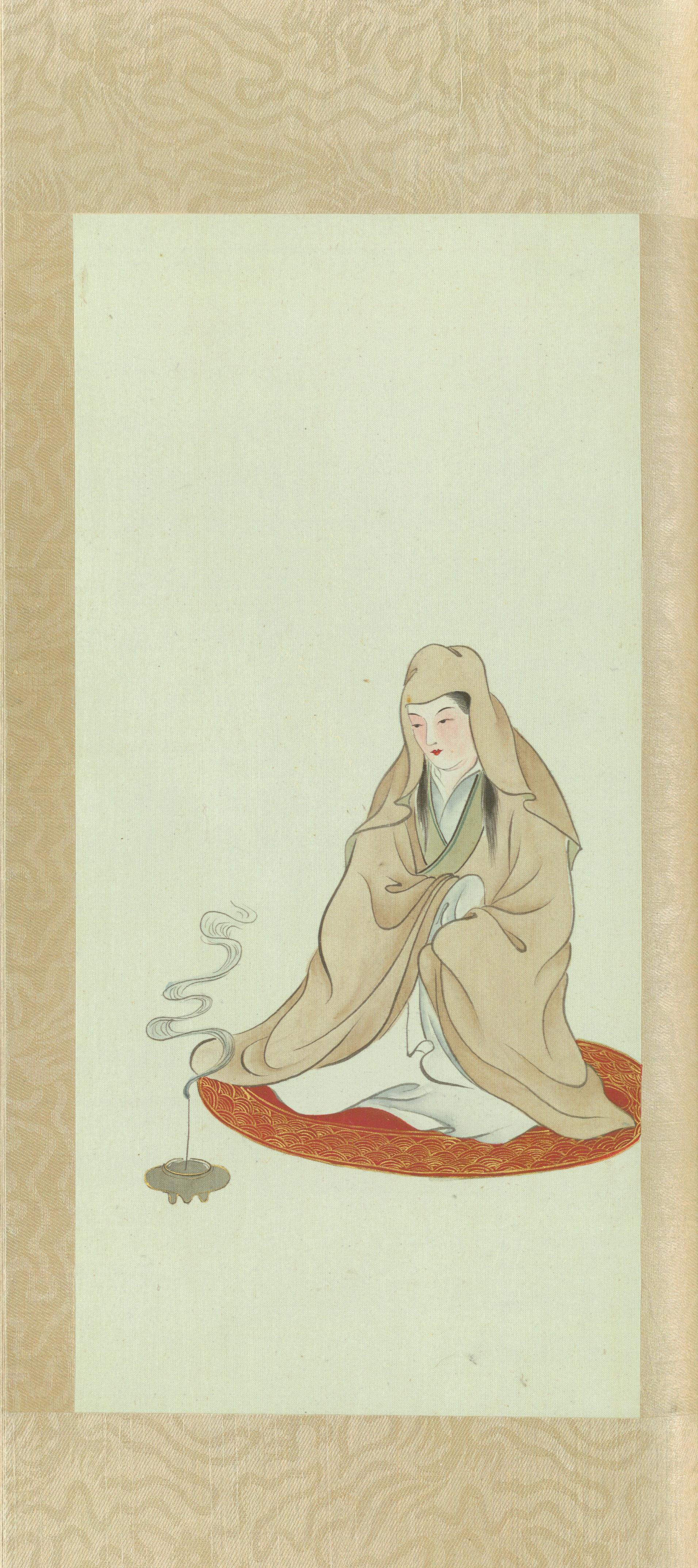
妙玉
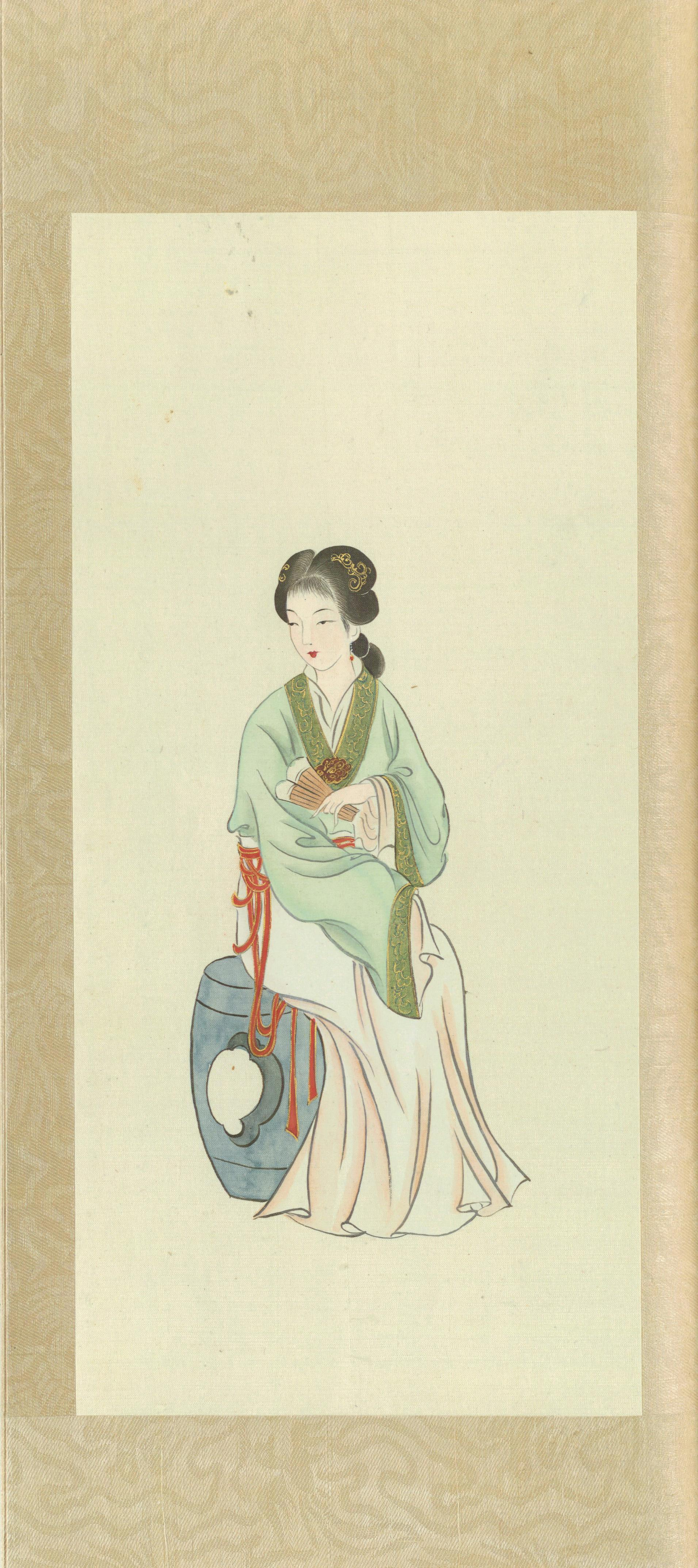
贾迎春
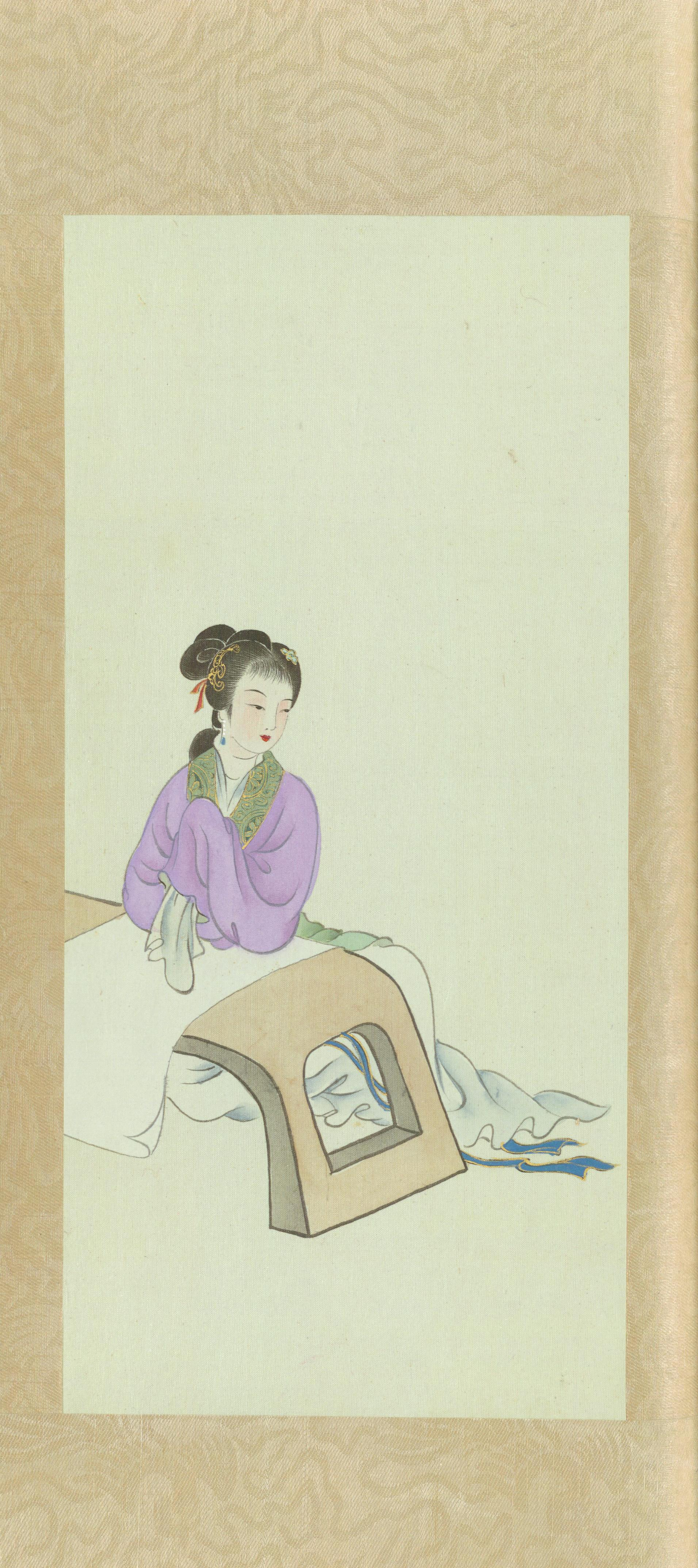
贾惜春
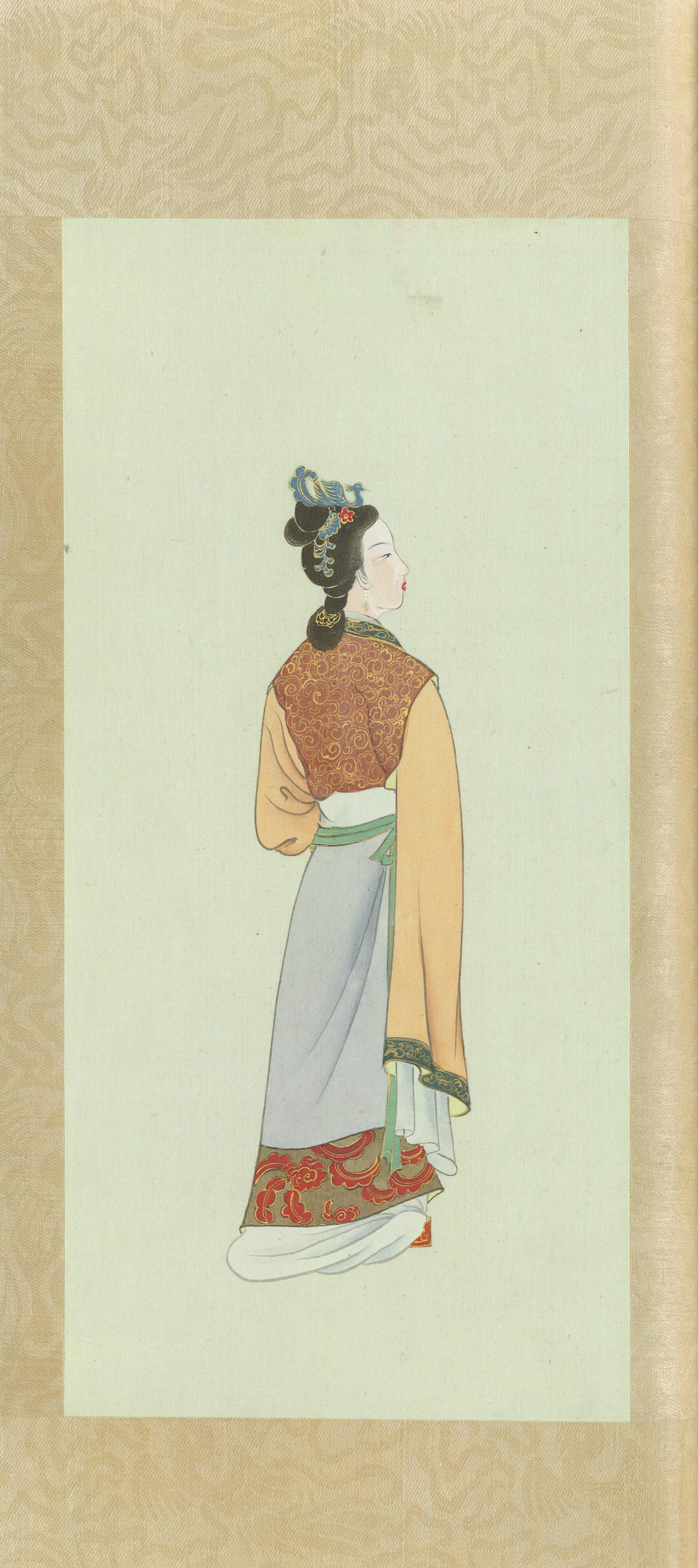
王熙凤
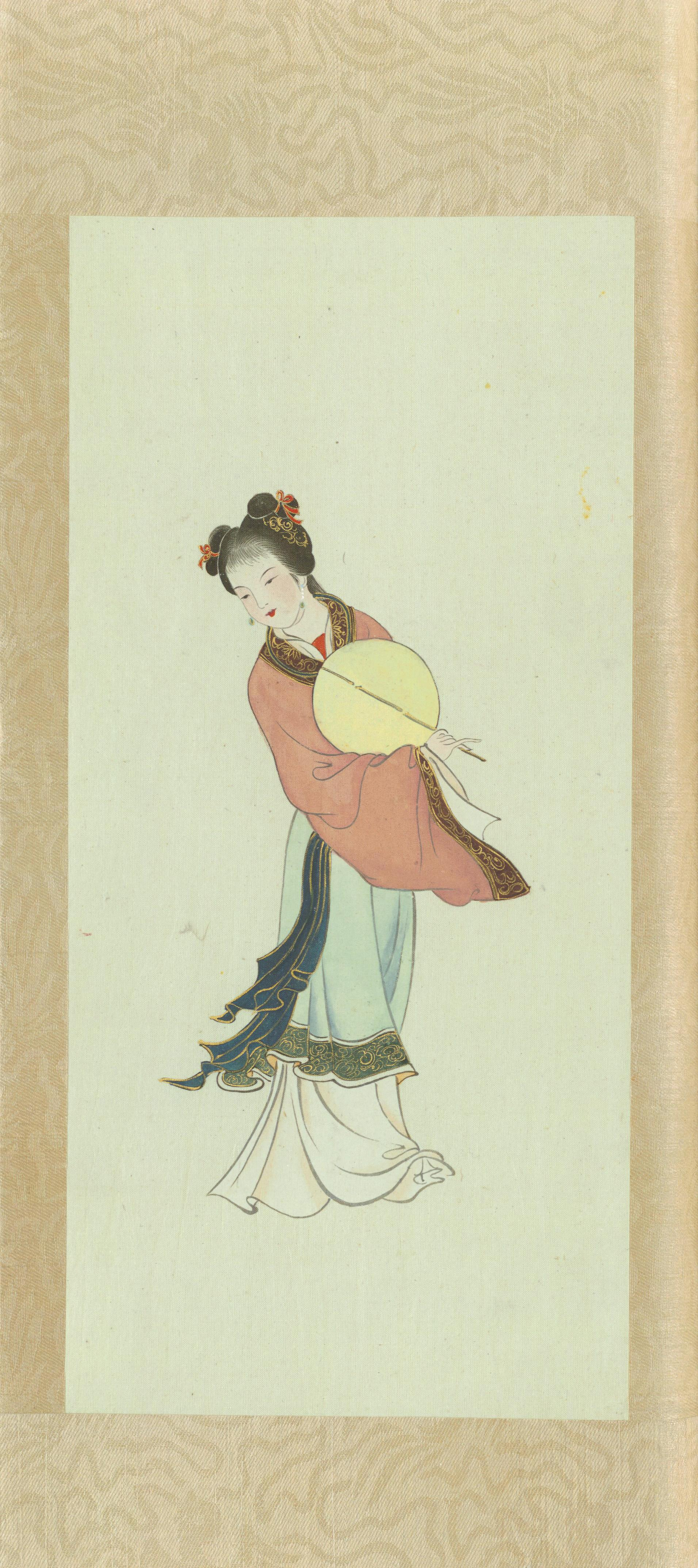
巧姐
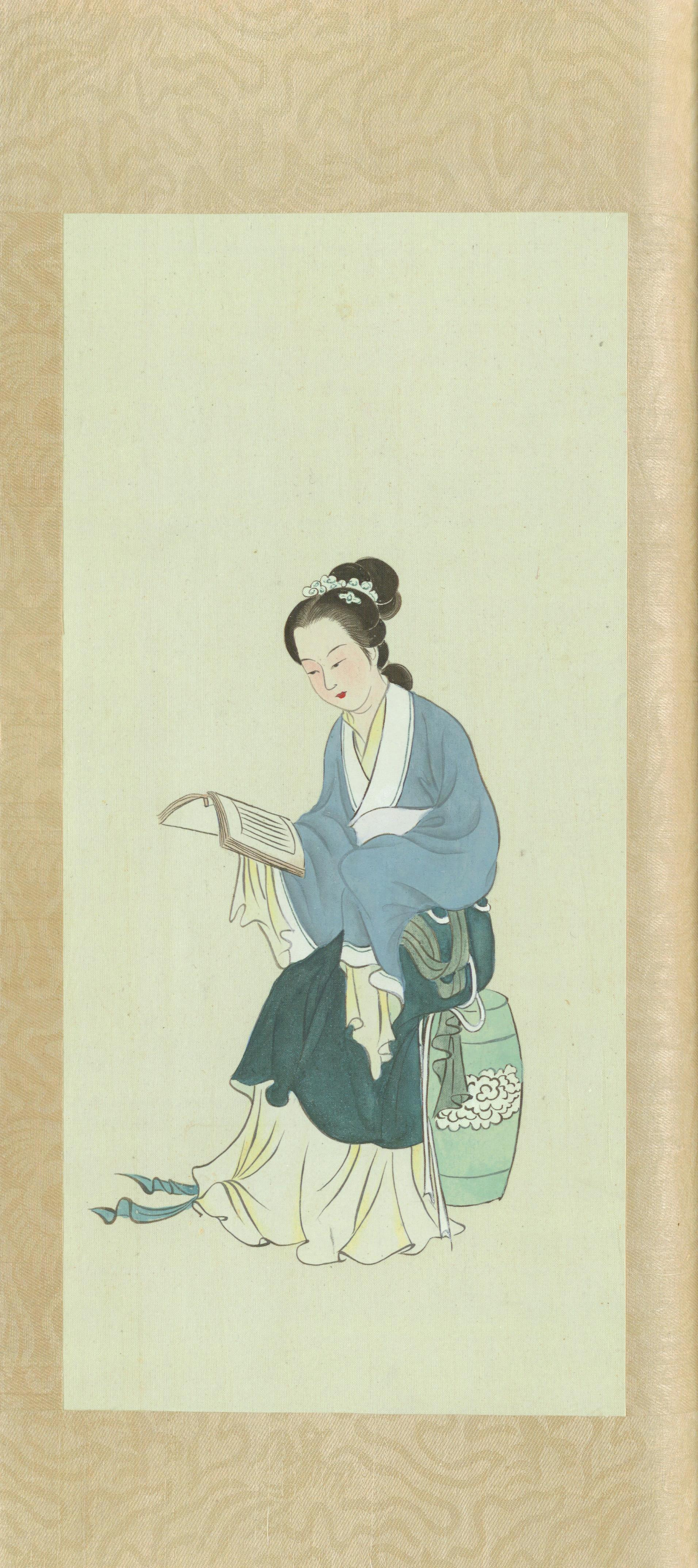
李纨
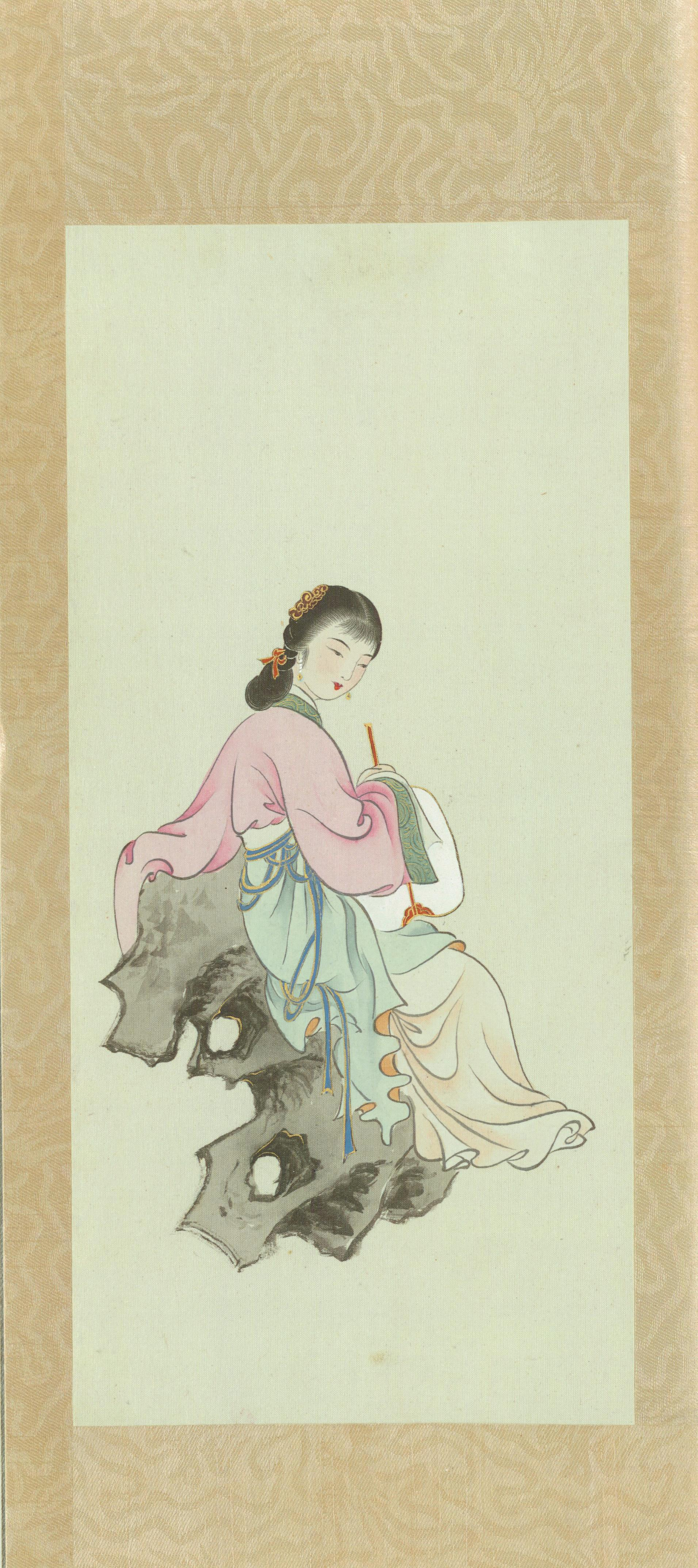
秦可卿